# Municipio de Marseilles
El municipio de Marseilles (en inglés: Marseilles Township) es un municipio ubicado en el condado de Wyandot en el estado estadounidense de Ohio. En el año 2010 tenía una población de 480 habitantes y una densidad poblacional de 7,69 personas por km².

## Geografía
El municipio de Marseilles se encuentra ubicado en las coordenadas 40°42′46″N 83°22′22″O / 40.71278, -83.37278. Según la Oficina del Censo de los Estados Unidos, el municipio tiene una superficie total de 62.45 km², de la cual 62,24 km² corresponden a tierra firme y (0,34 %) 0,21 km² es agua.

## Demografía
Según el censo de 2010, había 480 personas residiendo en el municipio de Marseilles. La densidad de población era de 7,69 hab./km². De los 480 habitantes, el municipio de Marseilles estaba compuesto por el 96,88 % blancos, el 1,25 % eran amerindios, el 0,83 % eran de otras razas y el 1,04 % eran de una mezcla de razas. Del total de la población el 3,33 % eran hispanos o latinos de cualquier raza.